# Fondazione per le arti Pulitzer
Pulitzer Arts Foundation è un museo d'arte a Saint Louis in Missouri, che presenta mostre speciali e programmi pubblici. Conosciuto informalmente come Pulitzer, il museo si trova al 3716 Washington Boulevard nel Grand Center Arts District . L'edificio è stato progettato dall'architetto giapponese di fama internazionale Tadao Ando.

## Storia
La Pulitzer Arts Foundation è stata fondata nel 2001 da Emily Rauh Pulitzer, che, insieme al marito Joseph Pulitzer Jr., aveva originariamente cercato di creare uno spazio in cui installare opere della loro collezione privata. All'inizio degli anni '90 i Pulitzer commissionarono a Tadao Ando la ristrutturazione di una fabbrica di automobili e di uno showroom abbandonati nel centro di St. Louis, che era stato un quartiere dei divertimenti noto come Grand Center (ora noto come Grand Center Arts District). Durante la fase di progettazione della Galleria Pulitzer, Joseph Jr. morì di cancro al colon e il progetto non fu realizzato. In seguito Emily Rauh Pulitzer si rivolse nuovamente ad Ando e commissionò all'architetto il primo edificio pubblico indipendente negli Stati Uniti.
La mostra inaugurale presentava una selezione di opere provenienti dalle collezioni private dei Pulitzer, tra cui opere di Roy Lichtenstein, Claude Monet, Pablo Picasso, Mark Rothko, Kiki Smith e Andy Warhol . A partire dalla seconda mostra, Opere selezionate di Ellsworth Kelly dalle collezioni di St. Louis, il Pulitzer ha esteso la portata delle sue mostre per includere opere al di fuori della collezione privata della famiglia, e questa pratica ha guidato quasi tutte le mostre successive.
Operando sotto il nome di The Pulitzer Foundation for the Arts dal 2001 al 2014, il Pulitzer ha presentato una varietà di mostre tra cui mostre collettive di arte minimalista, arte buddista, vecchi maestri e temi contemporanei, nonché mostre personali di Dan Flavin, Ann Hamilton, Gordon Matta-Clark, Richard Serra, Hiroshi Sugimoto, e altri. Le opere del Pulitzer sono installate senza etichette murali per favorire incontri immediati con l'arte.
Completata nell'ottobre 2001 dopo quattro anni di costruzione e quasi dieci di pianificazione, la Pulitzer Arts Foundation rappresenta il primo edificio pubblico negli Stati Uniti ad essere progettato dall'architetto Tadao Ando, che ha vinto il Pritzker Architecture Prize nel 1995. L'edificio è caratterizzato dall'attenzione di lunga data di Ando agli elementi naturali come la luce e l'acqua, nonché dal suo caratteristico utilizzo del cemento. Le forme di cemento che compongono l'edificio furono gettate sul posto durante un periodo di costruzione di quasi quattro anni utilizzando tecniche avanzate che all'epoca non erano comuni in America. L'edificio è stato descritto come "un ambiente sereno per la contemplazione dell'arte e un contributo alla rivitalizzazione del paesaggio urbano della storica St. Louis".
Nel giugno 2014 l'edificio è stato sottoposto a un progetto di ampliamento che prevede il rinnovamento degli spazi di deposito e uffici nel piano inferiore esistente per creare due nuove gallerie pubbliche. In consultazione con Ando e il suo ufficio, il Pulitzer ha aumentato lo spazio pubblico nell'edificio da 6.800 piedi quadrati a circa 10.400 piedi quadrati  e ha riaperto il 1 maggio 2015, con tre mostre personali simultanee degli artisti Alexander Calder, Fred Sandback e Riccardo Tuttle .

## Mostre
La Pulitzer Arts Foundation si distingue come un museo senza collezione permanente, che ospita esibizioni temporanee di arte, ed è stata descritta come "uno dei luoghi più incantevoli del paese per ammirare l'arte". La sua mostra inaugurale nel 2001 mise in luce opere selezionate esclusivamente dalla collezione privata Pulitzer. Da quel momento, il museo ha esplorato l'arte di vari periodi, discipline e provenienze. L'arte viene spesso allestita in modi che valorizzano o interagiscono con l'architettura di Tadao Ando. Ando stesso ha dichiarato che nel progettare il Pulitzer, ha aspirato a "creare un ambiente altamente stimolante, dove le opere d'arte non sono semplicemente esposte come oggetti, ma possono comunicare con noi come esseri viventi".
Oltre al suo staff curatoriale e ai curatori ospiti, il Pulitzer ha una storia di mostre curate da artisti, tra cui Blue Black (2017), curata da Glenn Ligon, che è stato ispirato dalla sua esperienza iniziale guardando la scultura site-specific di Ellsworth Kelly di lo stesso nome. Lo stesso Kelly ha curato la mostra Selected Works di Ellsworth Kelly da Saint Louis Collections (2002). L'artista Gedi Sibony ha curato In the Still Epiphany (2012), e l'artista Ann Hamilton è stata incaricata dal Pulitzer di creare una nuova opera, stylus – a project by ann hamilton (2010–11), che ha attivato l'intero edificio e il terreno circostante.
Altre mostre degne di nota includono arte che è stata sottoriconosciuta o raramente esposta, come i disegni ukiyo-e giapponesi del XIX secolo, le opere multicolori dell'ultimo periodo di Donald Judd e le sculture, le fotografie e i disegni dell'artista italiano Medardo Rosso . .

## Arte permanente in mostra
Tre opere d'arte sono permanentemente esposte al Pulitzer. Blue Black di Ellsworth Kelly è una scultura a parete verticale di ventotto piedi sotto un lucernario nella galleria principale dell'edificio. Joe di Richard Serra è il primo della serie di spirali torcenti di acciaio corten Cor-Ten dell'artista e si trova nel cortile a ovest dell'edificio. Le opere di Kelly e Serra furono commissionate per il Pulitzer da Emily Rauh Pulitzer e furono installate prima dell'apertura dell'edificio. Il Pulitzer ha successivamente acquisito una scultura dell'artista Scott Burton, Rock Settee, che si affaccia sulla piscina riflettente esterna dell'edificio.
Sia Kelly che Serra hanno lavorato a stretto contatto con la signora Pulitzer e Tadao Ando nell'installazione delle loro opere. Ando ha riflettuto su questa collaborazione, affermando: "Negli spazi che ho modellato con forma, materiale e luce, Ellsworth Kelly e Richard Serra hanno introdotto la loro espressione personale, concependo uno spazio per l'arte che potrebbe esistere solo lì".

## Programmi
Il Pulitzer è attivamente coinvolto in una serie di programmi pubblici che si collegano direttamente alle mostre in corso o che sono in sintonia con le iniziative comunitarie in atto. Questi programmi abbracciano una gamma di attività che includono musica, meditazione, simposi, tavole rotonde, spettacoli, letture di poesie, oltre a una varietà di progetti ed eventi focalizzati sull'istruzione. Inoltre, il Pulitzer organizza una serie di concerti da camera di musica contemporanea in collaborazione con la Saint Louis Symphony Orchestra . La programmazione dei concerti viene selezionata in base alla loro correlazione con le opere in mostra. Una collaborazione analogica con il collettivo musicale Farfetched, con sede a St. Louis, ha generato una serie di esibizioni di musica dal vivo.
Nel gennaio 2014, il Pulitzer ha lanciato Reset, una serie di programmi della durata di una settimana, svoltisi durante un intervallo tra le mostre. A partire dall'installazione di una scultura temporanea site-specific, sia su pavimento che su parete, dell'artista David Scanavino, i programmi comprendevano una gamma di eventi interattivi e partecipativi. Tra questi, una gara di breakdance, lezioni di yoga, attività per famiglie e uno spettacolo di drag queen. Reset ha incluso anche un'esecuzione a cura della St. Louis Symphony Orchestra della prima americana di "Thirty Pieces for Five Orchestras" di John Cage, un'opera che il Los Angeles Times definì "l'opera orchestrale americana più significativa mai suonata in America".
Il Pulitzer ha organizzato il debutto di una serie di spettacoli pubblici attraverso commissioni e residenze, tra cui nuove poesie di Claudia Rankine (2014) e una video poesia di Rankine e del regista John Lucas (2016); un evento sonoro del compositore David Lang (2015); una residenza e performance dell'artista interdisciplinare Chris Kallmyer (2015); e un’iterazione della Protest Banner Lending Library dell’artista Aram Han Sifuentes (2018). Nel 2016 un'installazione in galleria e una serie di progetti pubblici del collettivo di architettura tedesco raumlaborberlin hanno trapiantato i materiali da costruzione di una casa a due piani in disuso sul lato nord di St. Louis nella galleria principale del Pulitzer.

## Progetti comunitari
Il Pulitzer ha una storia di sviluppo di progetti e programmi volti a coinvolgere le comunità locali e invitare alla partecipazione un'ampia varietà di individui e gruppi.
Lavorando con la Prison Performing Arts e la George Warren Brown School of Social Work della Washington University di St. Louis, il Pulitzer ha sviluppato due iterazioni di Staging : un programma che invitava veterani senza casa e individui precedentemente incarcerati nelle gallerie per diverse settimane per un programma che includeva formazione teatrale, consulenza occupazionale ed educazione artistica, culminando in uno spettacolo pubblico che invitava il pubblico a vedere l'opera d'arte attraverso i propri occhi e le proprie esperienze.
Nel 2014, il Pulitzer ha lanciato PXSTL, un progetto congiunto con la Sam Fox School of Design &amp; Visual Arts della Washington University di St. Louis . La prima iterazione di PXSTL, creata da Freecell Architecture e intitolata Lots, ha trasformato un lotto vuoto di fronte al Pulitzer in un sito per attività comunitarie e accesso pubblico alle arti, tra cui danza, musica, fotografia, cibo e meditazione. La seconda iterazione di PXSTL è stata una commissione degli artisti-architetti Amanda Williams e Andres L. Hernandez che ha portato a un progetto multifase che valuta il ciclo di vita di un edificio.